# Sznoch
Sznoch – wieś w Armenii, w prowincji Lorri. W 2011 roku liczyła 2561 mieszkańców.